# Song of Zarathustra
Song of Zarathustra war eine US-amerikanische Screamo-Band aus Sioux City, Iowa, die von 1997 bis 2003 existierte. Kennzeichen ihrer Musik war die Synthese aus hartem Bass- und Gitarrenspiel mit wuchtigem Orgelsound.

## Bandgeschichte
Im März des Jahres 1997 wurde die Band von Travis Bos, Trever McInnis und James Munsen gegründet. Anfangs verwendeten sie einen Roland R8 Drumcomputer. Später wurde mit David Seaman, der zuvor bei Nudibranch gespielt hatte, ein Schlagzeuger gefunden. Innerhalb des nächsten Jahres tourten Song of Zarathustra durch Amerika, bis sie sich 1998 auflösten, nachdem Seaman zurück in seine Heimat nach Richmond, Virginia gezogen war und dort die Band Hot New Dance Hits gründete.
In der Zeit von 1998 bis 2000 zogen Bos und Munsen nach Minneapolis, Minnesota und gründeten The Book of Dead Names.
Im März 2000 entschieden sich Song of Zarathustra dazu, weiterzumachen und tourten wieder in der ursprünglichen Besetzung mit dem Roland R8 Drumcomputer. Wenig später nahmen sie ihr Album The Birth of Tragedy auf, diesmal mit Mark Jorgensen am Schlagzeug.
Nach der Veröffentlichung von The Birth of Tragedy tourten Song of Zarathustra zunächst wieder in Amerika, bevor sie 2001 erstmals nach Europa kamen.
Ende des Jahres 2001 verließ Gründungsmitglied und Bassist James Munsen die Band und wurde durch Mark Shaw ersetzt. Tad Kubler, der vorher bei Lifter Puller gespielt hatte, schloss sich der Band als zweiter Gitarrist an.
Anfang des Jahres 2002 tourten Song of Zarathustra das zweite Mal in Europa, es folgten die Aufnahmen zum zweiten Album A View From High Tides.
Im Sommer desselben Jahres verließ Tad Kubler die Band, um nach New York zu ziehen, wo er The Hold Steady gründete.
Wegen ständigen Wechseln im Line-Up und persönlicher Differenzen entschieden sich die verbleibenden Bandmitglieder im Januar 2003, die Band aufzulösen.
Im Februar 2010 spielten Song of Zarathustra ein Konzert im Triple Rock Social Club in Minneapolis. Im November des gleichen Jahres folgte ein Konzert im Cake Shop in New York City.
Travis Bos spielt mittlerweile bei der Band Chariots, Mark Shaw ist Gitarrist bei The Cardinal Sin, Tad Kubler spielt weiterhin bei The Hold Steady und Mark Jorgensen ist zurzeit bei der Punkband Assassanations aktiv. David Seaman ist Mitglied der Band Order of the Keys.

## Diskografie
- Song of Zarathustra – 7" Single (1998)
- Song of Zarathustra / Spread the Disease Split – 7" Single (1998)
- Discography Vol. 1 – CD/10" Picture Disc (1998)
- Song of Zarathustra / Johnny Angel – 7" Single (1998)
- The Birth of Tragedy – CD/LP (2000)
- Bote des Zorns – 7" Single (2001)
- Lude Boy – 7" Single (2001)
- A View From High Tides – CD/LP (2002)
- Song of Zarathustra / Racebannon Split – CD/LP (2002)